# Kubnja
Die Kubnja (russisch Кубня, tschuwaschisch Кӗтне, tatarisch Гөбенә Göbenä) ist ein 176 km langer linker Nebenfluss der Swijaga im europäischen Teil Russlands.

## Verlauf
Die Kubnja entspringt in den nördlichen Wolgahöhen im südlichen Zentrum der Republik Tschuwaschien. Sie durchfließt in zunächst nordöstlicher Richtung die waldreiche Landschaft, ehe sie wenige Kilometer vor der Grenze zur Republik Tatarstan in die offene Steppe eintritt.
Der Fluss verläuft nun weitestgehend entlang der Grenze zwischen Tschuwaschien und Tatarstan und markiert mit seinem Lauf diese Grenze streckenweise. In diesem Bereich münden mehrere seiner größeren Nebenflüsse wie Al, Uta und Urjum, der größte der Nebenflüsse, ein.
Etwa 30 km östlich von Kanasch überquert die Kubnja die Grenze zum letzten Mal und fließt nun bis zu ihrer Mündung nur noch auf tatarischem Gebiet. Hier wendet sie sich nach Osten und erreicht wenige Kilometer nördlich von Burunduki die Swijaga, etwa 20 km vor deren Mündung in die Wolga.

## Tourismus und Ökologie
Die Kubnja wird hauptsächlich von Regen gespeist. In der eisfreien Zeit, die durchschnittlich von April bis Ende November/Anfang Dezember dauert, ist der Fluss bei Bootswanderern beliebt.
Ein Problem für die Ökologie der Kubnja ist die zunehmende Entwaldung und landwirtschaftliche Nutzung ihres Einzugsgebietes, vor allem durch die Agrarholding OAO Krasny Wostok Agro, eines der größten landwirtschaftlichen Produktionsbetriebe Europas.